# Episodi di Grace and Frankie (quarta stagione)
La quarta stagione della serie televisiva Grace and Frankie, composta da 13 episodi, è stata interamente pubblicata dal servizio on demand Netflix il 19 gennaio 2018, anche in Italia.
| n° | Titolo originale      | Titolo italiano               | Pubblicazione USA | Pubblicazione Italia |
| -- | --------------------- | ----------------------------- | ----------------- | -------------------- |
| 1  | The Lodger            | L'inquilina                   | 19 gennaio 2018   | 19 gennaio 2018      |
| 2  | The Scavengender Hunt | La caccia al sesso del tesoro | 19 gennaio 2018   | 19 gennaio 2018      |
| 3  | The Tappys            | I Tappy                       | 19 gennaio 2018   | 19 gennaio 2018      |
| 4  | The Expiration Date   | La data di scadenza           | 19 gennaio 2018   | 19 gennaio 2018      |
| 5  | The Pop-Ups           | I negozi temporanei           | 19 gennaio 2018   | 19 gennaio 2018      |
| 6  | The Hinge             | I cardini                     | 19 gennaio 2018   | 19 gennaio 2018      |
| 7  | The Landline          | Il telefono fisso             | 19 gennaio 2018   | 19 gennaio 2018      |
| 8  | The Lockdown          | L'isolamento                  | 19 gennaio 2018   | 19 gennaio 2018      |
| 9  | The Knee              | Il ginocchio                  | 19 gennaio 2018   | 19 gennaio 2018      |
| 10 | The Death Stick       | Il bastone della morte        | 19 gennaio 2018   | 19 gennaio 2018      |
| 11 | The Tub               | La vasca                      | 19 gennaio 2018   | 19 gennaio 2018      |
| 12 | The Rats              | I topi                        | 19 gennaio 2018   | 19 gennaio 2018      |
| 13 | The Home              | La casa                       | 19 gennaio 2018   | 19 gennaio 2018      |